# Kroszonka

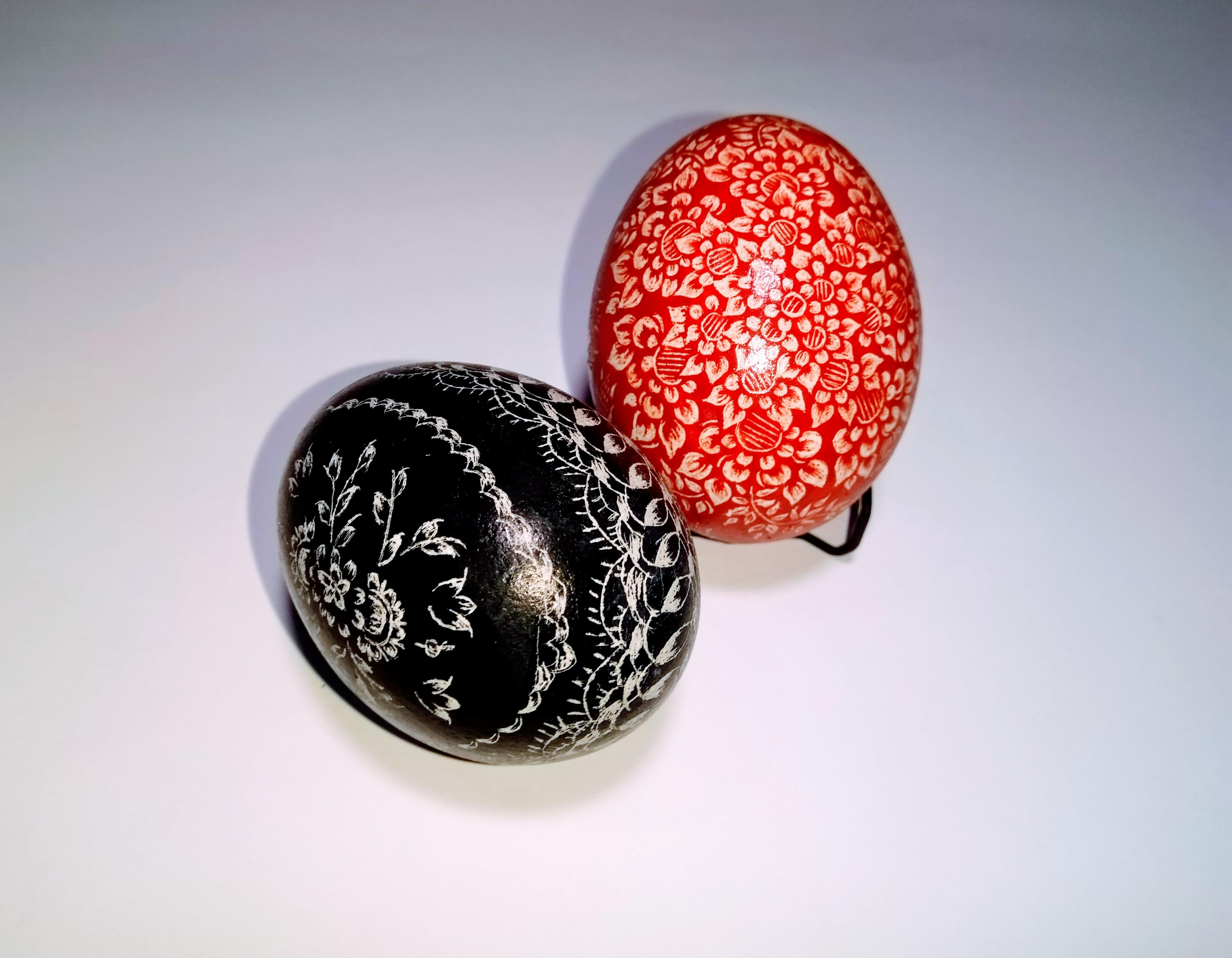
Kroszonki z Opolszczyzny

Kroszonka (lub kraszonka) – pisanka charakterystyczna dla znacznej części Górnego Śląska. 
Tradycyjne śląskie kroszonki zdobione są na jeden kolor. Kiedyś barwiono je naturalnymi składnikami - łupinami cebuli, korą drzewa, młodymi pędami zbóż, obecnie używa się również barwników sztucznych. Na zafarbowanym jajku wyskrobuje się ostrym narzędziem (brzytwą, nożykiem) wzory, przeważnie geometryczne i kwiatowe. Zdobieniem jaj zajmowały się dawniej dziewczęta i starsze kobiety, przygotowując zazwyczaj od kilkudziesięciu do kilkuset kroszonek. Jajko stanowiło prezent wręczany podczas Świąt Wielkanocnych bliskim i lubianym osobom, mogło też być rewanżem za oblanie w Lany Poniedziałek.

## Wybór i przygotowanie

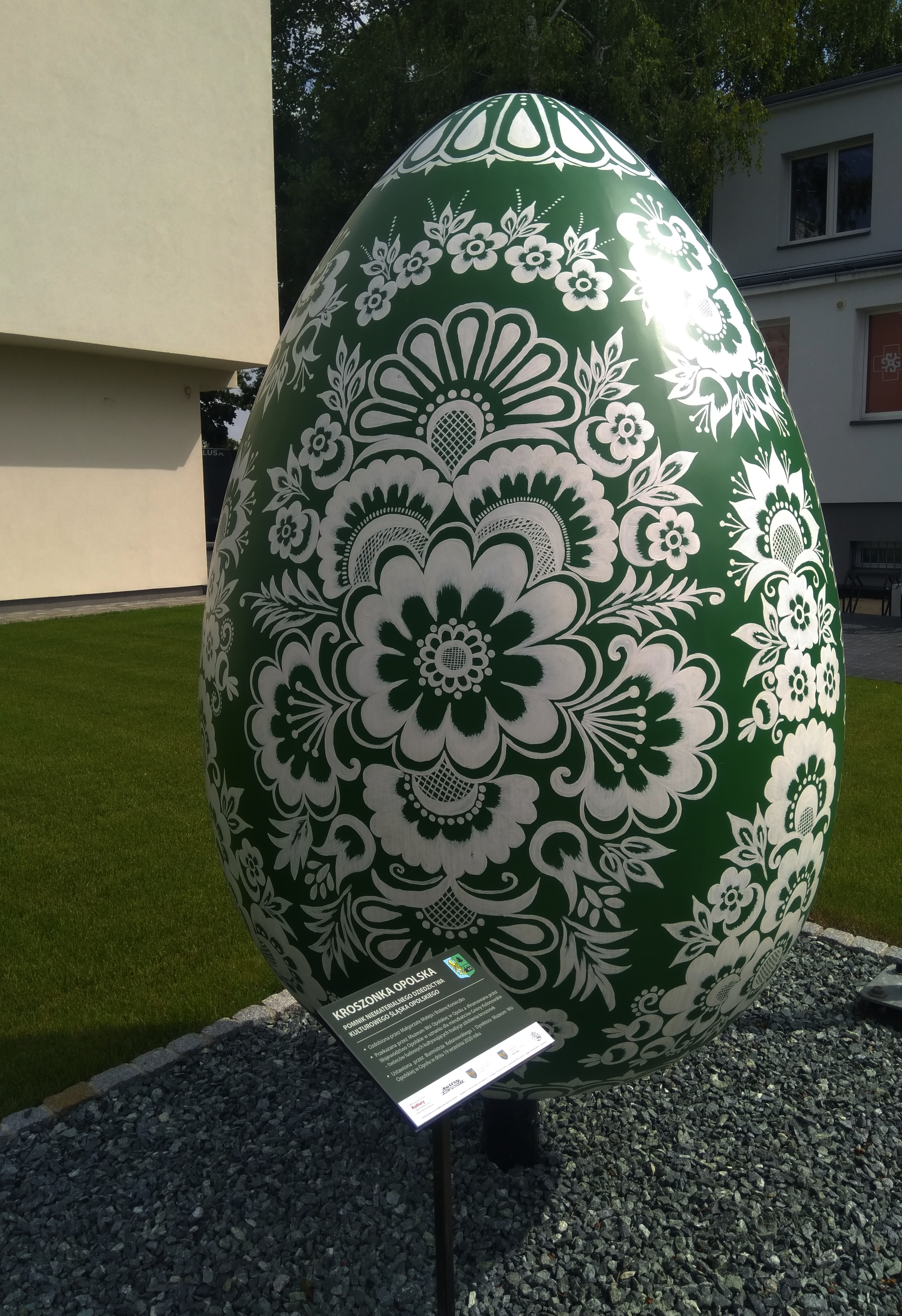
Pomnik kroszonki w Kolonowskim

Obecnie do zdobienia używa się głównie jaj kurzych i gęsich. Rzadko stosuje się jaja kacze - ich skorupka jest zbyt śliska do techniki rytowniczej, jeszcze rzadziej jaja perlicze, ze względu na niewielki rozmiar. W latach 90. XX wieku pojawiły się kroszonki z jaj strusich.
Jajka używane do kroszenia wybierane są ze względu na twardość skorupy, jej kolor oraz chropowatość powierzchni. Najmocniejszą skorupkę mają jaja znoszone zimą, ze względu na magazynowany przez zwierzęta wapń. Idealne jajko do zafarbowania powinno być koloru białego. Wtedy barwnik jednolicie i intensywnie pokrywa skorupkę. Powierzchnia powinna być jak najbardziej gładka, ponieważ jakakolwiek chropowatość utrudnia rycie ornamentu. W przypadku jaj strusich, które są w większości chropowate, do wygładzenia stosuje się papier ścierny.

## Twórcy
W połowie lat 50 XX w. opolscy muzealnicy przeprowadzili badania, z których wynikało, że kroszonkarstwem zajmują się głównie osoby starsze. Aby zachęcić młodsze pokolenie zorganizowano konkurs. Pierwsza edycja miała miejsce w 1957 roku, a jej organizacji podjęło się Muzeum Śląska Opolskiego. Laureatkami zostały Maria Warwas i Stefania Warwas. Laureaci późniejszych edycji to: Anna Skrzypczak, Gertruda Mateja, Piotr Wysada, Anna Kopik, Hildegarda Wysada, Jerzy Lipka i Stefania Okos.